# Badebro
En badebro er en konstruktion, ofte af træ, hvorfra badende kan gå i vandet ved en strand eller anden kyststrækning.
- Bertha Wegmann, Sommerdag på Taarbæk strand, 1889, Øregaard Museum. 
Foto:  Bruun-Rasmussen